# Roland Stemmler

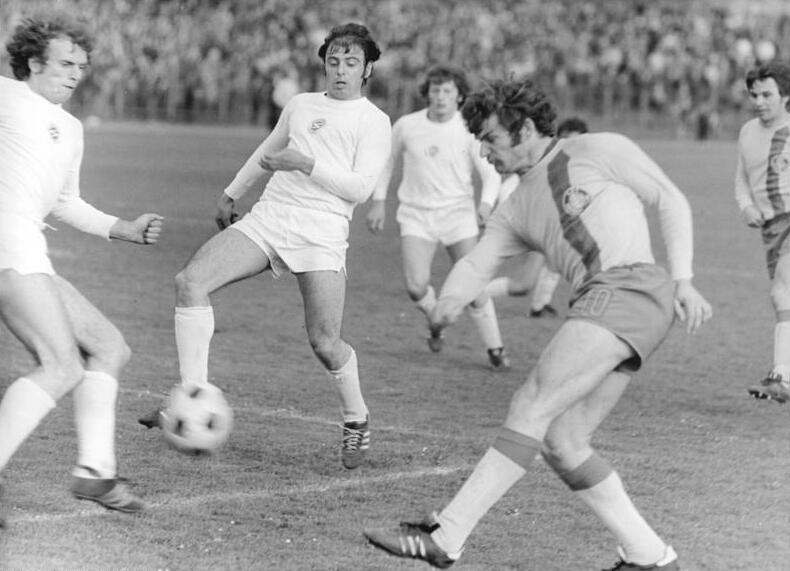
Roland Stemmler (li.) als Abwehrspieler im Spiel gegen den 1 .FC Lok Leipzig, April 1976

Roland Stemmler (* 25. September 1947) war Fußballspieler in Zwickau. Für die Betriebssportgemeinschaft (BSG) Motor/Sachsenring Zwickau spielte er in der DDR-Oberliga, der höchsten Spielklasse des DDR-Fußballverbandes. 1975 gewann er mit Sachsenring Zwickau den FDGB-Fußballpokal.

## Fußball-Laufbahn
Stemmler stieß 1965 zur BSG Motor Zwickau, bei der er zunächst in der 2. Mannschaft eingesetzt wurde. Sein erstes Spiel in der DDR-Oberliga absolvierte er am 6. Spieltag der Saison 1967/68, dem 16. September 1967. In der Partie Motor Zwickau – 1. FC Union Berlin (1:2) war er für den nicht einsatzbereiten Gerd Mattern als Mittelfeldspieler in die Mannschaft gekommen. Es blieb das einzige Erstligaspiel in dieser Saison, und auch 1968/69, die BSG hieß inzwischen Sachsenring Zwickau, kam Stemmler nur zu fünf Oberligaspielen, dreimal nur als Wechselspieler. Nach nur zwei Teilzeiteinsätzen 1969/70 fand der 1,80 m große Stemmler während der Saison 1970/71 endlich den Weg zum vollwertigen Oberligaspieler. Wurde er in der Hinrunde wieder nur als Wechselspieler eingesetzt, war er mit Beginn der Rückrunde in allen Punktspielen mit Vollzeiteinsätzen dabei, meistens als Libero. Bis 1976 hatte Stemmler seinen Stammplatz in der Zwickauer Verteidigung sicher und absolvierte die Mehrzahl der Punktspiele.
Zum Abschluss der Saison 1974/75 gewann Sachsenring Zwickau zum dritten Mal in seiner Geschichte den DDR-Fußballpokal. Von den dem Endspiel vorausgegangenen sieben Pokalspielen hatte Stemmler fünf Begegnungen absolviert. Im Finale am 14. Juni 1975 stand er als rechter Verteidiger in der Sachsenring-Mannschaft, die den hohen Favoriten Dynamo Dresden nach einem Elfmeterschießen mit 4:3 besiegte. Anschließend sorgte Sachsenring auch im Europapokal der Pokalsieger für Furore. Die Zwickauer kamen bis in das Halbfinale, und unter lagen erst dort dem RSC Anderlecht mit 0:3 und 0:2. Stemmler wurde in allen acht Spielen eingesetzt.
Nach einer Serie von 23 ununterbrochenen Punktspielen in der Saison 1975/76 wurde Stemmler im Mai 1976 für sechs Monate zum Militärdienst eingezogen. Ab Ende Oktober 1976 war Stemmler wieder in Zwickau am Ball und nahm sofort wieder einen Stammplatz in der Sachsenring-Verteidigung ein, in der Regel als Vorstopper. Bis zum Ende der Saison 1980/81 spielte Stemmler ohne nennenswerte Unterbrechungen in der Oberliga durch. Seine letzten Oberligaspiele absolvierte er im Sommer 1982. Vom 1. bis zum 6. Spieltag der Saison 1982/3 wurde der fast 35-Jährige durchgängig als rechter Verteidiger eingesetzt. Seinen letzten Erstligaeinsatz bestritt Roland Stemmler am 25. September 1982 beim Punktspiel Wismut Aue – Sachsenring (6:0). Damit war er innerhalb von 16 Jahren auf 292 Oberligaspiele gekommen, in denen er als reiner Abwehrspieler fünf Tore erzielte.